# ورمیلیون (مینه‌سوتا)
ورمیلیون، مینه‌سوتا (به انگلیسی: Vermillion, Minnesota) یک شهر در ایالات متحده آمریکا است که در شهرستان داکوتا واقع شده‌است.

## خصوصیات
ورمیلیون ۲٫۵۱ کیلومترمربع مساحت و ۴۱۹ نفر جمعیت دارد و ۲۵۷ متر بالاتر از سطح دریا واقع شده‌است.